# Рашвил (Индијана)
Рашвил (енгл. Rushville) град је у америчкој савезној држави Индијана.

## Демографија
По попису из 2010. године број становника је 6.341, што је 346 (5,8%) становника више него 2000. године.
| Група             | 2000.         | 2010.         |
| Белци             | 5.766 (96,2%) | 6.035 (95,2%) |
| Афроамериканци    | 95 (1,6%)     | 93 (1,5%)     |
| Азијати           | 51 (0,9%)     | 40 (0,6%)     |
| Хиспаноамериканци | 24 (0,4%)     | 77 (1,2%)     |
| Укупно            | 5.995         | 6.341         |